# 11407 Madsubramanian
11407 Madsubramanian è un asteroide della fascia principale. Scoperto nel 1999, presenta un'orbita caratterizzata da un semiasse maggiore pari a 2,1638647 au e da un'eccentricità di 0,1808383, inclinata di 4,80765° rispetto all'eclittica.